# Cabera approximaria
Cabera approximaria là một loài bướm đêm trong họ Geometridae.